# 마크 I 전차
마크 I 전차는 제1차 세계 대전 당시 영국이 운용하던 중전차이다. 이는 세계 최초의 실전 배치 전차였다. 이 전차 시리즈의 모든 모델과 마찬가지로 참호를 돌파하기 위해 고안된 마름모꼴 형태를 가지고 있었는데, 이는 균형을 잃게 만들 우려가 있어 포탑을 장착할 수 없었다. (전차에 처음으로 포탑이 장착된 것은 르노 FT였으나, 그 이전에도 롤스로이스 장갑차나 A5P와 같은 여러 장갑 자동차 모델에는 포탑이 존재했다.) 따라서 무장은 차량 양측의 돌출부에 설치되었다. 마크 I 전차에는 두 가지 버전이 있었다. 하나는 57mm 포와 기관총으로 무장한 ‘Male(남성형)’ 버전이고, 다른 하나는 기관총만으로 무장한 ‘Female(여성형)’ 버전이었다.
Mark I은 차량 뒤쪽에 달린 두 개의 보조 바퀴(장애물 극복용 바퀴)로 쉽게 구별할 수 있다.

## 배경
1915년 초, 제1차 세계 대전은 참호전의 단계에 접어들기 시작했다. 양측 모두 참호에 몸을 숨기고 철조망을 늘어놓았으며, 기관총으로 무장했다. 어떠한 공격도 막대한 희생을 치러야 했고, 그 결과는 희생에 비해 보잘것없었다. 많은 군인들은 장갑 전투 차량이 이러한 문제를 해결할 수 있을 것이라 이해하고 있었다. 이미 전선에서는 수많은 종류의 장갑 자동차들이 운용되고 있었고, 그 성과는 앞선 인식을 뒷받침해주었다. 그러나 중장갑 차량의 기동성은 여전히 매우 부족했다.
이에 군사 기술자들은 바퀴 달린 자동차 섀시 대신 궤도식 주행 장치를 사용하자는 제안을 내놓았다. 당시 트랙터들은 이미 여러 나라(주로 미국)에서 활발히 생산되고 있었고, 궤도 기술도 어느 정도 성숙해 있었다. 그리하여 영국의 군사 기관으로 다양한 궤도식 전투 차량 설계안이 접수되기 시작했다. 예를 들어, 1914년 11월에는 칠워스의 화약 회사 관리자인 툴록 대위가 제국 방위 위원회에 일종의 ‘육상 순양함’ 건조 제안을 보냈다. 같은 해 12월에는 레지널드 베이컨 제독이 ‘장애물 극복용 교량 트랙터’를 고안했고, 이어 해군 준장 머리 스웨터는 Pedrail Transport Company가 설계한 궤도 플랫폼 위에 자주식 보병 장갑 방패를 올리는 방안을 추진하려 했다. 이 마지막 계획은 1915년 2월 실제로 시험되기도 했으나, 단순히 “페드레일 트랜스포트” 트랙터에 방패를 단 수준에 불과했고, 시험 결과 실현 불가능하다고 판정되었다.
결국 1915년 봄, 영국 해군성 산하에 “육상 함선 위원회”라는 전문 기구가 설립되었다. 이 기관의 창설은 장갑 전투 차량에 강한 관심을 보이던 영국 해군 항공대(Royal Naval Air Service, RNAS)가 주도했다. 위원회의 수장은 해군 조선국장 유스타스 테니슨 디엔코트가 맡았다. 전차의 건조 결정은 1915년에 내려졌으며, 최초의 시제 전차가 완성된 것은 1916년이었다. 당시 적을 철도 수송 시 속이기 위해 “탱크(저장통)”라는 이름을 붙였고, 같은 해 시험을 통과한 뒤 100대의 생산 주문이 내려졌다. 그것이 Mk.I 전차였다. 이 전차는 다소 불완전한 전투 차량이었으며, 두 가지 변형으로 제작되었다. 즉, 기관총만 탑재한 “여성(Female)”형과 기관총과 57mm포 2문을 갖춘 “남성(Male)”형이었다.